# Monaco op de Olympische Zomerspelen 2012
Monaco nam deel aan de Olympische Zomerspelen 2012 in Londen, Verenigd Koninkrijk.

## Deelnemers en resultaten
(m) = mannen, (v) = vrouwen

### Atletiek
| Olympiër   | Onderdeel | Resultaat | Prestatie                  |
| ---------- | --------- | --------- | -------------------------- |
| Brice Etes | 800 m (m) | DSQ       | serie 4: gediskwalificeerd |

### Judo
| Olympiër      | Onderdeel | Resultaat | Prestatie                                                                                         |
| ------------- | --------- | --------- | ------------------------------------------------------------------------------------------------- |
| Yann Siccardi | -60kg (m) | 9e        | 1ste ronde: vrij 2de ronde: W van YEM Khoursrof: waza-ari 3de ronde: V van RUS Galstjan: waza-ari |

### Roeien
| Olympiër        | Onderdeel | Resultaat | Prestatie |
| --------------- | --------- | --------- | --- |
| Mathias Raymond | skiff (m) | 18e       | serie 3: 3de in 6.58,60 kwartfinale: 5de in 7.20,16 halve finale C/D: 3de in 7.38,17 finale C: 6de in 7.36,35 |

### Triatlon
| Olympiër    | Onderdeel | Resultaat | Prestatie |
| ----------- | --------- | --------- | --------- |
| Hervé Banti | mannen    | 49e       | 1:52.42   |

### Zeilen
| Olympiër       | Onderdeel | Resultaat | Prestatie                                            |
| -------------- | --------- | --------- | ---------------------------------------------------- |
| Damien Desprat | laser (m) | 46e       | 351 punten: (44, 45, 45, 39, 40, 43, 42, 32, 41, 25) |

### Zwemmen
| Olympiër            | Onderdeel        | Resultaat | Prestatie               |
| ------------------- | ---------------- | --------- | ----------------------- |
| Angélique Trinquier | 100m rugslag (v) | 45e       | serie 1: 5de in 1.10,79 |

Afghanistan · Albanië · Algerije · Amerikaanse Maagdeneilanden · Amerikaans-Samoa · Andorra · Angola · Antigua en Barbuda · Argentinië · Armenië · Aruba · Australië · Azerbeidzjan · Bahama's · Bahrein · Bangladesh · Barbados · België · Belize · Benin · Bermuda · Bhutan · Bolivia · Bosnië en Herzegovina · Botswana · Brazilië · Britse Maagdeneilanden · Brunei · Bulgarije · Burkina Faso · Burundi · Cambodja · Canada · Centraal-Afrikaanse Republiek · Chili · China · Chinees Taipei · Colombia · Comoren · Congo-Brazzaville · Congo-Kinshasa · Cookeilanden · Costa Rica · Cuba · Cyprus · Denemarken · Djibouti · Dominica · Dominicaanse Republiek · Duitsland · Ecuador · Egypte · El Salvador · Equatoriaal-Guinea · Eritrea · Estland · Ethiopië · Fiji · Filipijnen · Finland · Frankrijk · Gabon · Gambia · Georgië · Ghana · Grenada · Griekenland · Groot-Brittannië · Guam · Guatemala · Guinee · Guinee‑Bissau · Guyana · Haïti · Honduras · Hongarije · Hongkong · Ierland · IJsland · India · Indonesië · Irak · Iran · Israël · Italië · Ivoorkust · Jamaica · Japan · Jemen · Jordanië · Kaaimaneilanden · Kaapverdië · Kameroen · Kazachstan · Kenia · Kirgizië · Kiribati · Koeweit · Kroatië · Laos · Lesotho · Letland · Libanon · Liberia · Libië · Liechtenstein · Litouwen · Luxemburg · Macedonië · Madagaskar · Malawi · Maldiven · Maleisië · Mali · Malta · Marshalleilanden · Marokko · Mauritanië · Mauritius · Mexico · Micronesië · Moldavië · Monaco · Mongolië · Montenegro · Mozambique · Myanmar · Namibië · Nauru · Nederland · Nepal · Nicaragua · Nieuw-Zeeland · Niger · Nigeria · Noord-Korea · Noorwegen · Oeganda · Oekraïne · Oezbekistan · Oman · Oostenrijk · Oost-Timor · Pakistan · Palau · Palestina · Panama · Papoea-Nieuw-Guinea · Paraguay · Peru · Polen · Portugal · Puerto Rico · Qatar · Roemenië · Rusland · Rwanda · Saint Kitts en Nevis · Saint Lucia · Saint Vincent en Grenadines · Salomonseilanden · Samoa · San Marino · Sao Tomé en Principe · Saoedi-Arabië · Senegal · Servië · Seychellen · Sierra Leone · Singapore · Slovenië · Slowakije · Soedan · Somalië · Spanje · Sri Lanka · Suriname · Swaziland · Syrië · Tadzjikistan · Tanzania · Thailand · Togo · Tonga · Trinidad en Tobago · Tsjaad · Tsjechië · Tunesië · Turkije · Turkmenistan · Tuvalu · Uruguay · Vanuatu · Venezuela · Verenigde Arabische Emiraten · Verenigde Staten · Vietnam · Wit-Rusland · Zambia · Zimbabwe · Zuid-Afrika · Zuid-Korea · Zweden · Zwitserland · Onafhankelijke atleten